# Flesh (film, 1968)
Flesh je americký hraný film z roku 1968, který režíroval Paul Morrissey podle vlastního scénáře. Film zobrazuje jeden den mladého prostituta.

## Děj
Film začíná dlouhým záběrem na spícího Joa jako ve Warholově filmu Sleep. Jeho žena Geri ho budí polštářovou bitvou. Potom mu sdělí, že potřebuje 200 dolarů na potrat pro svou kamarádku a peníze by měl sehnat nejlépe ještě dnes. Potom si Joe hraje se svým malým synem, který se cpe muffinem, zatímco mu žena pere oblečení. Poté vyráží na 42. ulici a čeká na zákazníky. Nejprve jde do bytu s prvním zákazníkem a pak se vrací zpět na ulici. Zde mu starší muž nabídne 100 $, když mu bude stát modelem. Doma má umělec dlouhý monolog o kultu těla v minulosti i současnosti a fotografuje ho v typických pózách řeckých soch, mj. také jako Diskobola. Potom ho skicuje nahého. Po návratu potkává v parku dva mladé začínající prostituty a jednomu dává praktické rady ohledně jeho výdělku. Pak jde ke skupině transvestitů. Zatímco ho striptýzová tanečnice Terry orálně uspokojuje, dvě zbývající si čtou v bulvárních časopisech. Potom jde Joe za svým dalším zákazníkem. Veterán z Korejské války si s ním povídá, protože je kvůli válečnému zranění impotentní. Od něj Joe získá zbývající peníze a vrací se domů. Jeho žena je doma se svou kamarádkou, která už na potrat nechce jít. Společně hovoří v posteli a poté usnou.

## Obsazení
| Joe Dallesandro    | Joe                |
| Geraldine Smith    | Geri               |
| Maurice Braddell   | umělec             |
| Louis Waldon       | David              |
| Geri Miller        | Terry              |
| Candy Darling      | Candy              |
| Jackie Curtis      | Jackie             |
| Patti D'Arbanville | Geriina kamarádka< |
| Barry Brown        | prostitut          |
| Bob Dallesandro    | prostitut          |